# أنطونيو ماريا فيجليو
أنطونيو ماريا فيجليو (بالإيطالية: Antonio Maria Vegliò؛ مواليد 3 فبراير 1938) كاردينال إيطالي في الكنيسة الكاثوليكية الرومانية، شغل منصب دبلوماسي في الفاتيكان وفي الكوريا الرومانية. كان رئيسًا للمجلس البابوي للرعاية الرعوية للمهاجرين والمتنقلين. عيّنه البابا بندكت السادس عشر كاردينالًا في 18 فبراير 2012.

## الطفولة والترسيم
وُلِد فيجليو في ماشيراتا فيلتريا، إيطاليا، ورُسِمَ كاهنًا لأبرشية بيزارو عام 1962. التحق بالأكاديمية الكنسية البابوية حيث درس الدبلوماسية. إلى جانب لغته الأم الإيطالية، يتحدث الإنجليزية والفرنسية والإسبانية.

## السفير البابوي
عُيّن رئيس أساقفة فخري لإيكلانو وعُيّن سفيرًا رسوليًا إلى بابوا غينيا الجديدة وجزر سليمان في 27 يوليو 1985.
في عام 1989، عُيّن فيجليو سفيرًا بابويًا إلى السنغال وغينيا بيساو والرأس الأخضر، ومندوبًا رسوليًا إلى موريتانيا في 21 أكتوبر وفي 25 نوفمبر سفيرًا بابويًا إلى مالي. رُقّي إلى سفير بابوي كامل إلى أربعة من هذه البلدان—جميعها باستثناء موريتانيا—في ديسمبر 1994.[بحاجة لمصدر]
في 2 أكتوبر 1997، عينه البابا يوحنا بولس الثاني سفيرًا رسوليًا إلى لبنان والكويت وكذلك مبعوثًا رسوليًا إلى شبه الجزيرة العربية.

## العمل الكنسي
في 11 أبريل 2001، عُيّن فيجليو أمينًا لمجمع الفاتيكان للكنائس الشرقية. وفي 28 فبراير 2009، عُيّن رئيسًا للمجلس البابوي للرعاية الرعوية للمهاجرين والمتنقلين.
أعلن البابا بندكت السادس عشر في 6 يناير 2012 أن فيجليو سيُرسّم كاردينالًا. وفي 18 فبراير، أصبح كاردينالًا شماسًا في سان سيزاريو في بالاسيو. وفي 21 أبريل 2012، عُيّن فيجليو عضوًا في مجمع العبادة الإلهية ونظام الأسرار والمجلس البابوي للعائلة والمجلس البابوي للعلمانيين.
في عام 2009، نظّم أول اجتماع أوروبي للرعاية الرعوية لأشخاص الشوارع، مثل متعاطي المخدرات، ونساء الشوارع، والأطفال، والمشردين. وقد شارك عدة مرات في النقاش العام دعمًا لحقوق المهاجرين واللاجئين والمهاجرين والنازحين وغيرهم من الأشخاص المحرومين بسبب وضعهم في التنقل. وهو ينتقد القرصنة التي يقول إنها تغزو البحار، وأطلق حملة تضامن مع البحارة وعائلاتهم المتضررين من كارثة تسونامي في اليابان.
كان أحد الكرادلة الناخبين الذين شاركوا في المجمع البابوي عام 2013 الذي انتخب البابا فرانسيس.
عيّن البابا فرانسيس فيجليو في اللجنة البابوية لدولة الفاتيكان في الأول من يونيو 2013.
في 4 مارس 2022، رُقِّي إلى رتبة كاردينال كاهن.

## الآراء

### حقوق المهاجرين
في أغسطس 2009، أعرب عن أسفه لوفاة أكثر من 70 إريتريًا أثناء محاولتهم الوصول إلى إيطاليا على متن قارب، وانتقد ضمناً السياسات الصارمة الجديدة التي اتبعتها حكومة برلسكوني في مجال الهجرة.

### الحظر السويسري للمآذن
أعلن فيجليو أن التصويت الشعبي الذي أجري في سويسرا ضد بناء مآذن إضافية كان بمثابة ضربة قوية للحرية الدينية والتكامل في ذلك البلد. وأعرب زميله أغوستينو مارشيتو عن وجهة نظر مختلفة إلى حد ما، حيث جادل بأن التصويت السويسري لم يمس الحرية الدينية.

## وصلات خارجية
- "Vegliò Card. Antonio Maria". Holy See Press Office. مؤرشف من الأصل في 2016-09-19. اطلع عليه بتاريخ 2017-12-06.
- Catholic-Hierarchy.org [self-published]

| المناصب الدبلوماسية          | المناصب الدبلوماسية                                                             | المناصب الدبلوماسية      |
| ---------------------------- | ------------------------------------------------------------------------------- | ------------------------ |
| سبقه فرانشيسكو دي نيتيس      | القاصد الرسولي إلى جزر سليمان 27 يوليو 1985 – 21 أكتوبر 1989                    | تبعه جيوفاني تشيرانو     |
| سبقه فرانشيسكو دي نيتيس      | القاصد الرسولي إلى بابوا غينيا الجديدة 27 يوليو 1985 – 21 أكتوبر 1989           | تبعه جيوفاني تشيرانو     |
| سبقه بابلو بوينتي بوثيس      | السفير البابوي لدى الرأس الأخضر 21 أكتوبر 1989 – 2 أكتوبر 1997                  | تبعه جان بول إيميه غوبيل |
| سبقه بابلو بوينتي بوثيس      | السفير البابوي لدى غينيا بيساو 21 أكتوبر 1989 – 2 أكتوبر 1997                   | تبعه جان بول إيميه غوبيل |
| سبقه بابلو بوينتي بوثيس      | السفير البابوي لدى مالي 21 أكتوبر 1989 – 2 أكتوبر 1997                          | تبعه جان بول إيميه غوبيل |
| سبقه بابلو بوينتي بوثيس      | السفير البابوي لدى السنغال 21 أكتوبر 1989 – 2 أكتوبر 1997                       | تبعه جان بول إيميه غوبيل |
| سبقه بابلو بوينتي بوثيس      | المندوب الرسولي لدى موريتانيا 21 أكتوبر 1989 – 2 أكتوبر 1997                    | تبعه جان بول إيميه غوبيل |
| سبقه بابلو بوينتي بوثيس      | السفير البابوي لدى الكويت 2 أكتوبر 1997 – 13 ديسمبر 1999                        | تبعه جوزيبي دي أندريا    |
| سبقه بابلو بوينتي بوثيس      | المندوب الرسولي لشبه الجزيرة العربية 2 أكتوبر 1997 – 13 ديسمبر 1999             | تبعه جوزيبي دي أندريا    |
| سبقه بابلو بوينتي بوثيس      | السفارة البابوية في لبنان 2 أكتوبر 1997 – 11 أبريل 2001                         | تبعه لويجي غاتي          |
| ألقاب مسيحيَّة كاثوليكيَّة       |                                                                                 |                          |
| سبقه أنطونيو إنوشينتي        | رئيس أساقفة إكلانو الفخري 27 يوليو 1985 – 18 فبراير 2012                        | تبعه نيكولا تيفينين      |
| سبقه ميروسلاف ستيفان ماروسين | أمين مجمع الكنائس الشرقية 11 أبريل 2001 – 28 فبراير 2009                        | تبعه سيريل فاسيل         |
| سبقه ريناتو مارتينو          | رئيس المجلس البابوي لرعوية المهاجرين والمتنقلين 28 فبراير 2009 – 31 ديسمبر 2016 | تم إلغاء المنصب          |
| سبقه أندجيه ماريا ديسكور     | كاردينال شماس لكنيسة سان تشيزريو في بالاتسيو 18 فبراير 2012 –                   | الحالي                   |